# Zboryszewo
Zboryszewo – część wsi Rozwadówka w Polsce, położona w województwie lubelskim, w powiecie bialskim, w gminie Sosnówka.
W latach 1975–1998 Zboryszewo administracyjnie należało do województwa bialskopodlaskiego.